# NGC 1980

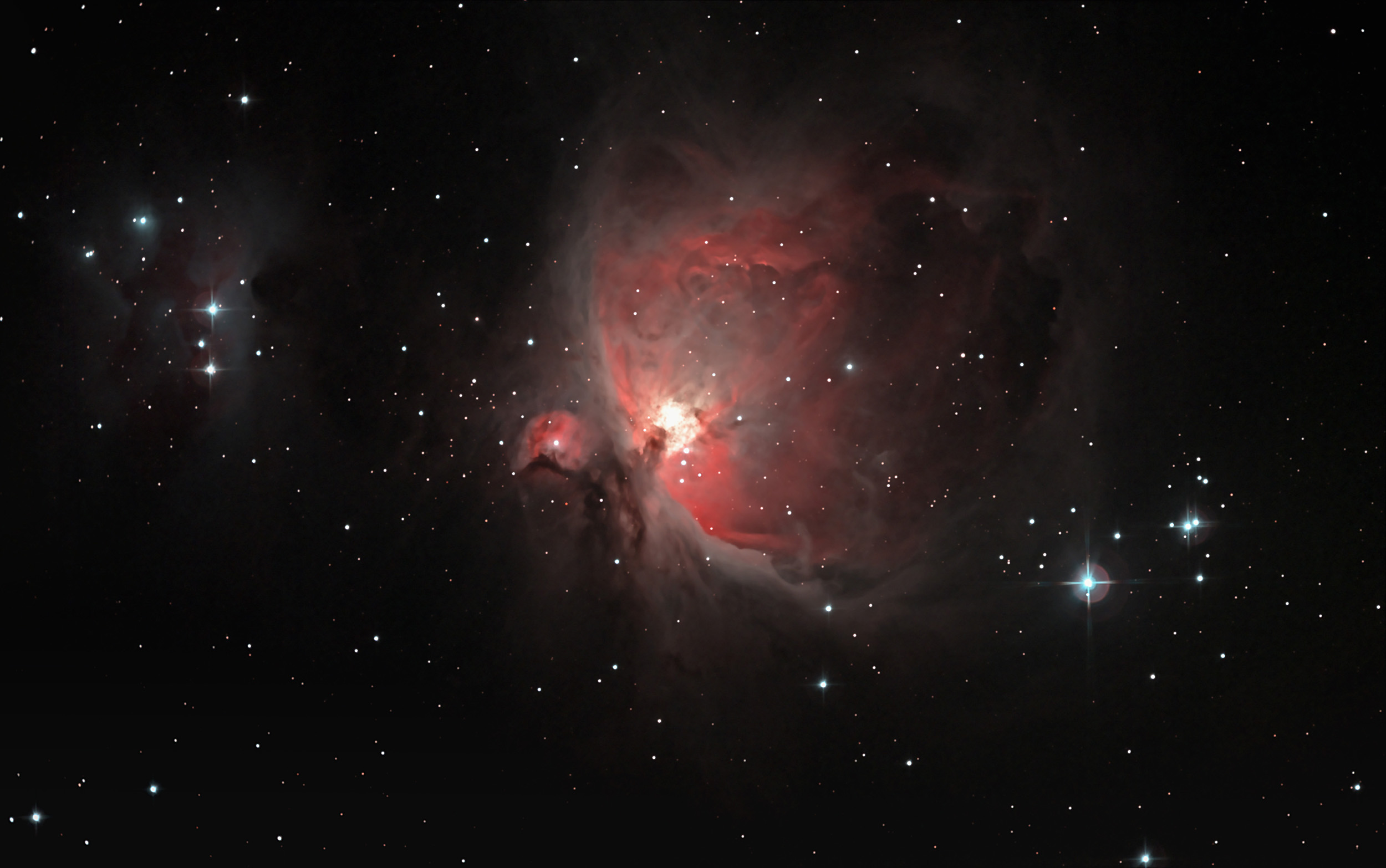
Tinh vân Orion M42 với NGC 1980 ở bên phải (bên phải là phía nam)

NGC 1980 (còn được gọi là OCL 529, Collinder 72 và The Lost Jewel of Orion ) là một cụm sao mở trẻ kết hợp với một tinh vân phát xạ trong chòm sao Lạp Hộ. Nó được phát hiện bởi William Herschel vào ngày 31 tháng 1 năm 1786. Kích thước rõ ràng của nó là 14 × 14 phút cung và nó nằm xung quanh ngôi sao Iota Orionis trên mũi phía nam của chòm sao Orion.
Herschel đã thực hiện quan sát đầu tiên về cụm sao được gọi là WH V 31 vào ngày 31 tháng 1 năm 1786, nhưng ông có thể quan sát thấy nó trong các nghiên cứu về sao đôi vào ngày 20 tháng 9 năm 1783.